# Colla Castellera de l'Alt Maresme i la Selva Marítima
La Colla Castellera de l'Alt Maresme i la Selva Marítima són una colla castellera que engloba nou pobles de l'Alt Maresme: Canet de Mar, Sant Cebrià de Vallalta, Sant Pol de Mar, Calella, Malgrat de Mar, Palafolls, Pineda de Mar, Santa Susanna i Tordera i dos de La Selva: Blanes i Lloret de Mar. Són coneguts amb el sobrenom de maduixots, en referència al color vermell de la seva camisa i al fet que el maduixot és una planta cultivada extensament a la comarca del Maresme.

## Història

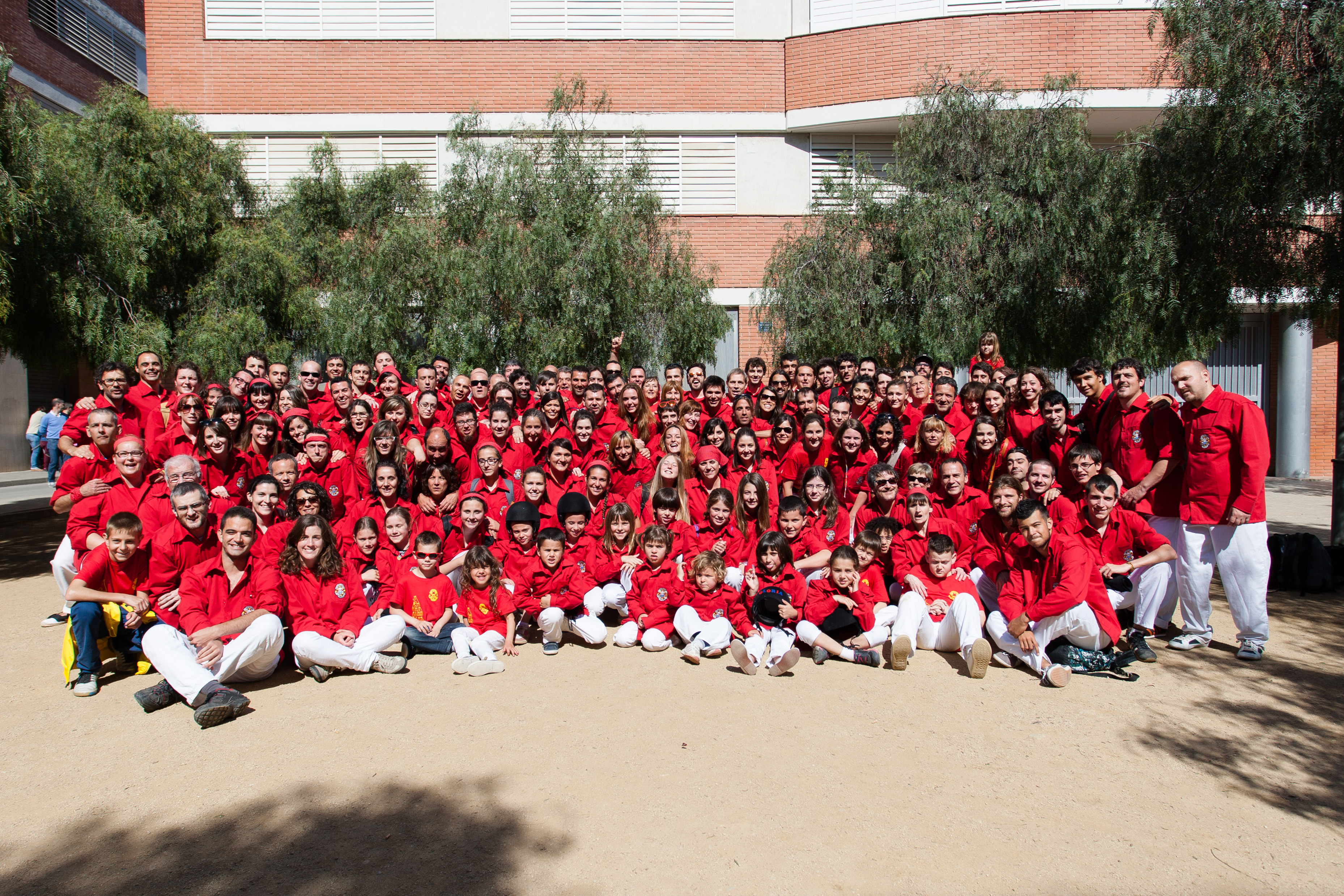
Els maduixots el dia del seu bateig

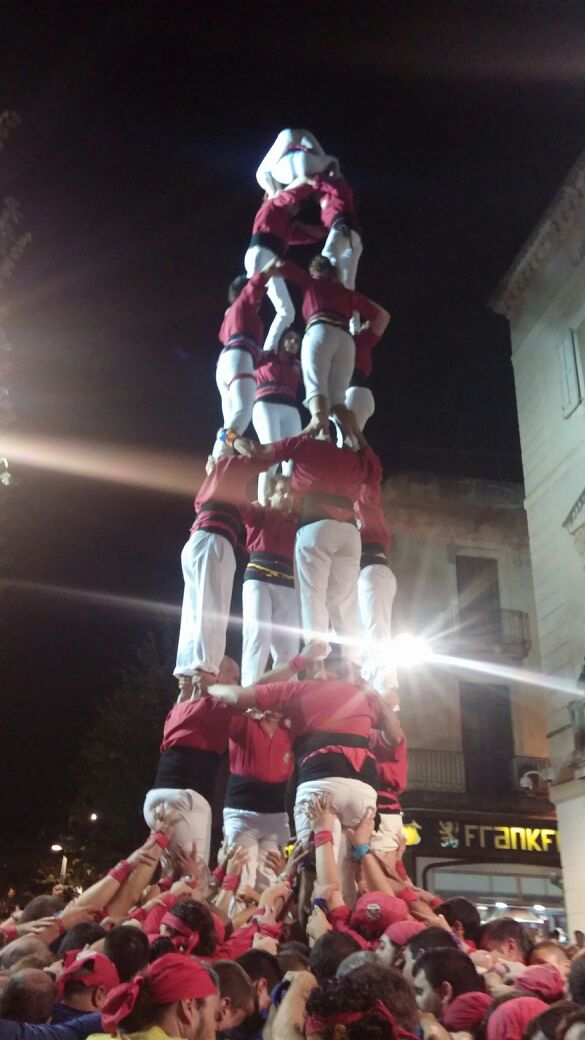
Primer 4 de 7. 8 de novembre de 2014.

La colla es va constituir en assemblea el 30 de novembre de 2013 a Malgrat de Mar amb el nom de Castellers de l'Alt Maresme i van ser reconeguts com a «colla en formació» per part de la Coordinadora de Colles Castelleres de Catalunya el desembre de 2013 i membres de ple dret des del desembre de 2014. La seva actuació de presentació va ser el 5 de gener del 2014, dia en el qual van aixecar pilars de 4 davant els ajuntaments de Palafolls i Pineda de Mar. El 13 d'abril de 2014, la colla va fer la seva primera actuació dins de la Fira del Ram de Tordera i va descarregar pilar de 4, 3 de 6, 4 de 6, 4 de 6 amb agulla i dos pilars de 4 simultanis. El 26 d'abril de 2014 van estrenar camisa vermella amb motiu del seu bateig, apadrinats per Capgrossos de Mataró i Marrecs de Salt.
L'any 2022 van canviar el nom a Colla Castellera de l'Alt Maresme i la Selva Marítima. El juny del 2024 van traslladar el seu local d'assaig de Pineda de Mar (on havien assajat des de la seva fundació) a Palafolls, a l'espai d'El Forroll, al barri de Sant Lluís.

## Castells
El millor castell assolit per la colla és el 2d7 que van descarregar a la diada de la Festa Major de Calella el 22 de setembre de 2018, acompanyats de Minyons de Terrassa i Xics de Granollers.
El 24 de novembre 2015 assolien la seva primera clàssica de 7 (4 de 7, 3 de 7, 2 de 6) acompanyada del pilar de 5 a la diada de vígilies de les Fires de Sant Narcís a Girona.
La millor diada de la colla fins ara va ser a la diada de la Festa Major de Calella, el 22 de setembre de 2018, descarregant el 5d7, el 7d7 (el primer de la seva història) i la torre de set (també la primera de la seva història).
| Construcció        | Data                   | Diada                      | Població                  |
| ------------------ | ---------------------- | -------------------------- | ------------------------- |
| 7 de 6 amb agulla  | 1 de desembre de 2024  | Festa Major de Sant Andreu | Barcelona                 |
| 2 de 7             | 22 de setembre de 2018 | Festa Major de Calella     | Calella                   |
| 7 de 7             | 22 de setembre de 2018 | Festa Major de Calella     | Calella                   |
| 5 de 7             | 24 de setembre de 2016 | Festa Major de Calella     | Calella                   |
| 4 de 7 amb agulla  | 15 de novembre de 2015 | Mariona Galindo            | Mataró                    |
| 3 de 7 amb agulla  | 13 de novembre de 2016 | Diada de Maduixots         | Calella                   |
| 3 de 7             | 17 d'octubre de 2015   | Diada de Xerrics           | Olot                      |
| 4 de 7             | 8 de novembre de 2014  | Mariona Galindo            | Mataró                    |
| 9 de 6             | 19 de setembre de 2015 | Festa Major de Calella     | Calella                   |
| 2 de 6             | 20 de juliol de 2014   | Festa del Mar              | Castelldefels             |
| 7 de 6             | 20 de setembre de 2014 | Festa Major de Calella     | Calella                   |
| 5 de 6             | 1 de juny de 2014      | Fira Sud                   | Pineda de Mar             |
| 4 de 6 amb agulla  | 13 d'abril de 2014     | Fira del Ram               | Tordera                   |
| 3 de 6 amb agulla  | 23 d'abril de 2014     | Sant Jordi                 | Tordera                   |
| 3 de 6             | 13 d'abril de 2014     | Fira del Ram               | Tordera                   |
| 4 de 6             | 13 d'abril de 2014     | Fira del Ram               | Tordera                   |
| Pilar de 4 caminat | 23 d'abril de 2014     | Sant Jordi                 | Tordera                   |
| Pilar de 4         | 5 de gener de 2014     | Actuació de presentació    | Palafolls i Pineda de Mar |

## Temporades
La millor temporada de la colla va ser la de 2018, en què van estrenar el 2d7 i 7d7 en la diada de la FM de Calella. La taula a continuació mostra tots els seus castells segons la base de dades de la CCCC.
|      | 4d6  | 3d6    | 3d6a | 4d6a  | 5d6    | 7d6  | 7d6a | 3d6ps   | 2d6  | Pd5     | 9d6    | 4d7    | 3d7 | 3d7a | 4d7a | 7d7 | 5d7 | 2d7   |
| ---- | ---- | ------ | ---- | ----- | ------ | ---- | ---- | ------- | ---- | ------- | ------ | ------ | --- | ---- | ---- | --- | --- | ----- |
| 2014 | 15 3 | 12 2   | 15 3 | 17 1  | 6(1) 2 | 3(1) |      |         | 5 3  | 4(1) 12 |        | 2 12   | 1   |      |      |     |     |       |
| 2015 | 13 4 | 9      | 12 3 | 12 13 | 10 4   | 1    | 4 1  | 7(1) 16 | 17 3 | 1(1)    | 5(1) 8 | 5(1) 3 | 2   | 2    |      |     |     |       |
| 2016 | 12   | 13 ² 1 | 12 ¹ | 13 1  | 7 ²    |      |      |         | 11 ¹ | 18(1)²  |        | 10⁵    | 6²  | 1    | 2²1  |     | 2   |       |
| 2017 | 4    | 6(1)¹  | 12   | 2 ²   | 3 ¹    | 1    |      | 3 1     | 8    | 16 (1)² |        | 9¹1    | 153 | 3¹   | (1)¹ |     |     |       |
| 2018 | 7    | 7      | 141  | 3     | 1      | 1    |      |         | 13⁵  | 161     |        | 5²     | 184 | 4    | 4²   | 2   | 7   | 1(1)3 |
| 2019 | 9¹   | 8¹     | 9    | 2     | 3      |      |      |         | 12²  | 24      |        | 9¹     | 17¹ | 8¹   | 6    | 1   | 3¹  |       |
| 2020 |      |        |      |       |        |      |      |         |      |         |        |        |     |      |      |     |     |       |
| 2021 |      | 1      |      |       |        |      |      |         |      |         |        |        |     |      |      |     |     |       |
| 2022 | 10   | 5      | 51   | 5     | 1      |      |      |         | 10   | 9       |        | 41     | 102 | 1    | 31   | 1   | 1   |       |
| 2023 | 111  | 11     | 13   | 61    | 3      |      |      |         | 151  | 13      |        | 2      | 56  |      | 1    |     |     |       |
| 2024 | 12   | 9      | 13   | 2     | 3      | 1    | 1    |         | 3²   | 10      |        | 6²     | 11² | 1    | 2    | 1   | 21  |       |

- L'Any 2020 (Pandèmia), la colla només va poder alçar P4 3 descarregats el dia de reis, Calella, Blanes i Pineda de Mar.

- Cada cel·la mostra els castells descarregats, carregats, intents i intents desmuntats en el format següent: d(c)iid

## Organització interna

### Cap de Colla
- Marc Ruiz (2013 - 2015)
- Roberto Moral (2016 - 2017)[3][20]
- Esteve Sebastià (2018 - 2019)[21][22]
- Andrea Almenta i Esteve Sebastià (2020 - 2021)
- Andrea Almenta (2022 - 2023)
- Mercè Masferrer i Pol Torrent (2024 - actualitat)